# جشن شکوفه‌های گیلاس دایگو

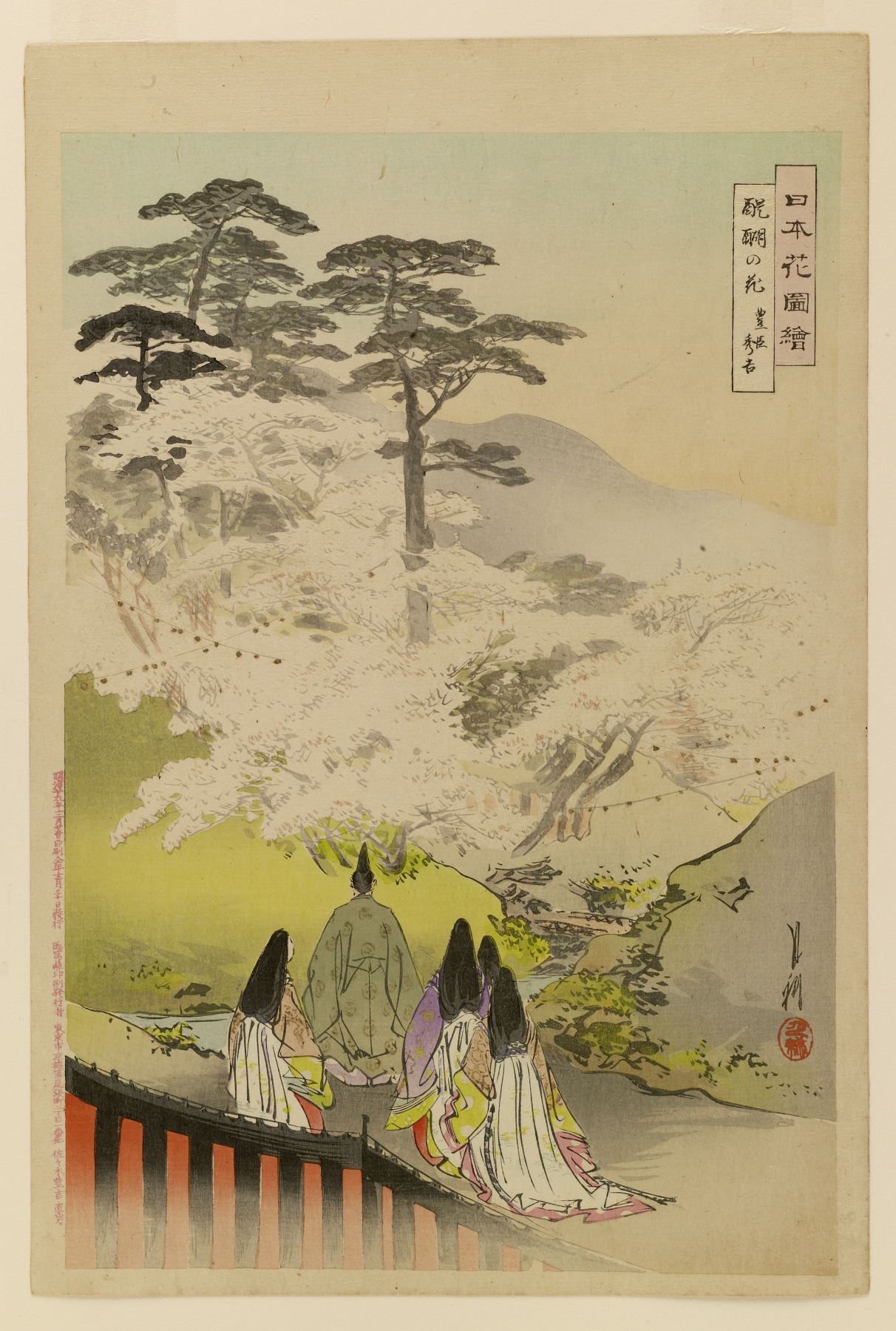

جشن شکوفه‌های گیلاس دایگو، هانامیِ دایگو (به ژاپنی: 醍醐の花見) یک ضیافت هانامی بزرگ بود که در بیستم آوریل در سال ۱۵۹۸ به میزبانی تویوتومی هیده‌یوشی در پشت معبد سانبو-این معبد دایگو در کیوتو برگزار شد. در این مهمانی به غیر از نزدیکان هیده‌یوشی، تویوتومی هیده‌یوری (پسر)، اونه (همسر اصلی)، یودو-دونو (مادر تنها فرزند هیده‌یوشی) ۱۳۰۰ نفر از زنان اشراف و بزرگان ژاپن نیز شرکت داشتند. این مراسم به همراه مراسم بزرگ چای کیتانو که پس از فتح کیوشو در سال (۱۵۸۷) برگزار شد، مجلل‌ترین مراسمی است که هیده‌یوشی برگزار کرده‌است. بنابر منابع در فهرستی که از شرکت کنندگان در این ضیافت بر اساس مقام اجتماعی تنظیم شده‌است در بین زنان ابتدا اونه (همسر اصلی هیده‌یوشی)، سپس یودو-دونو (خواهرزاده اودا نوبوناگا و زن غیراصلی هیده‌یوشی)، سومین نفر کیوگوکو تاتسوکو (زن غیراصلی هیده‌یوشی و همچنین دخترخاله یودو-دونو)، چهارمین نفر سان نو مارو دونو (دختر اودا نوبوناگا و زن غیراصلی هیده‌یوشی)، پنجمین نفر ماهیمه (دختر مائدا توشی‌ایه و زن غیراصلی هیده‌یوشی) قرار داشت. ششمین نفر جزو همسران هیده‌یوشی نبود بلکه مائدا ماتسو (همسر مائدا توشی‌ایه دوست صمیمی هیده‌یوشی) نامش در فهرست آمده‌است. شایع است که در مورد اینکه نام چه کسی باید در فهرست مهمانان پس از اونه ذکر شود، بین یودو-دونو و دخترخاله وی کیوگوکو تاتسوکو دعوا رخ داده‌است. تاتسوکو ادعا می‌کرده‌است که چون زودتر از یودو-دونو به همسری هیده یوشی درآمده و همچنین خاندان آزای (خاندان پدر یودو-دونو) زیر دست خاندان پدرش خاندان کیوگوکو بوده‌اند نام وی باید بعد از اونه ذکر شود اما در نهایت مقام مادر تنها پسر هیده‌یوشی بالاتر تشخیص داده شده‌است.
در این ضیافت تمامی ۱۳۰۰ مهمان دعوت شده زن بودند و از مردان تنها هیده‌یوشی و دوست صمیمی وی مائدا توشی‌ایه نامشان به چشم می‌خورد.
مهمانان سه بار در طی ضیافت لباسشان را تعویض کردند که طی محاسباتی که در سال ۲۰۱۵ به عمل آمده تنها مخارج لباس زنان در این مهمانی به نرخ امروزی بالغ بر ۳۹ میلیارد ین می‌شده‌است.